# Сумраковац
Сумраковац је насеље у Србији у општини Бољевац у Зајечарском округу. Према попису из 2022. било је 354 становника (према попису из 2011. било је 494 становника).

## Етимологија
Према предању, када су мештани овог села први пут дошли на овај простор са Косова, дошли су у сумрак и због тога је и село прозвано Сумраковац. Ипак 130 година пре досељења, село се већ под овим називом спомиње у турском попису из 1560. године.

## Географија
Сумраковац се налази у Тимочкој Крајини, у источној Србији, на 18 km североисточно од Бољевца. Сумраковац лежи на Злотској реци, 3-4 километара узводно од њеног ушћа у Црни Тимок. Смештен је у питомој долини која се лепезасто шири у плодну равницу. Село се налази на 230 метара надморске висине, са математичко-географским положајем 43° 56' СГШ ; 22° 02' ИГД.
- запад - Подгорац, Бољевац
- југозапад - Подгорац, Бољевац
- југ - Савинац, Бољевац
- југоисток - Оснић, Бољевац
- исток - Шарбановац, Бор
- североисток - Шарбановац, Бор
- север - Шарбановац, Бор
- северозапад - Злот, Бор

## Историја
Мештани Сумраковца су се са Косова доселили у овај крај крајем 17. века у Великој сеоби Срба. Према легенди, на обалама Злотске реке стигли су у сумрак, па су због тога дали име насељу Сумраковац. Легенда о настанку села ипак нема потврду у историјским чињеницама јер се први пут помиње у турским пописима век раније, 1560. године. Тада је записано под називом Сумраковце (Сумракофче у бугарском издању). Имао три куће.
Најстарији сачувани материјални траг историје Сумраковца јесу остаци некадашње цркве Светог Архангела. По легенди, њен ктитор је Радул-бег. У близини ове цркве која је данас у рушевинама на крају Сумраковца, пронађени су ћупови пуни сребрног римског новца.
У центру Сумраковца налази се Стари камени споменик-запис Васкрс свете Тројице који су мештани подигли 1830. године. Посвећен је Сумраковчанима страдалим у епидемији куге која се ширила те 1830. године. Испод уклесаног крста на запису се налазе и имена страдалих од куге. После Другог светског рата изграђена је у центру села нова црква посвећена Светој Тројици која од тада постаје сеоска слава.
У сеоској основној школи учитељавао је познати српски песник и сликар Ђура Јакшић који је овде провео школску 1857/58. годину. Имао је три ђака из самог села и једног из суседног Подгорца. Мало се зна о
његовом боравку овде, осим тога да овде написао песме „На ноћишту“, „Вече“ и „Орао“. Осећао се врло скучено и тешко и гледао је да што пре оде одатле, што је са завршетком школске године и учинио. О самом селу оставио је неколико података, да се кућа у којој је становао налазила поред Злотске реке и да је у њој и реци Црни Тимок било много пастрмке, а Сумраковац је називао Каменац због тога што га је, како кажу, отац једне девојке јурио камењем пошто му се врзмао око кћери. У спомен на његов боравак у Сумраковцу основна школа данас носи име „Ђура Јакшић“.

## Демографија
Према попису из 2022. у Сумраковцу живи 354 становника што је за 140 мање (-28,34%) у односу на попис из 2011. када је било 494 становника. У насељу има 313 пунолетних становника, а просечна старост становништва износи 54,64 година (51,84 код мушкараца и 57,43 код жена).
Према попису из 2002. у насељу има 260 домаћинстава, а просечан број чланова по домаћинству је 2,47.
Ово насеље је великим делом насељено Србима (према попису из 2002. године).
|             | \| Демографија[5] \| Демографија[5] \| Демографија[5] \| \| Година \| Становника \| Становника \| \| -------------- \| -------------- \| -------------- \| \| 1948. \| 1.529 \| \| \| 1953. \| 1.547 \| \| \| 1961. \| 1.475 \| \| \| 1971. \| 1.212 \| \| \| 1981. \| 1.017 \| \| \| 1991. \| 805 \| 802 \| \| 2002. \| 642 \| 642 \| \| 2011. \| 494 \| \| \| 2022. \| 354 \| \| |            |
| Демографија | |            |
| Година      | Становника | Становника |
| 1948.       | 1.529 |            |
| 1953.       | 1.547 |            |
| 1961.       | 1.475 |            |
| 1971.       | 1.212 |            |
| 1981.       | 1.017 |            |
| 1991.       | 805 | 802        |
| 2002.       | 642 | 642        |
| 2011.       | 494 |            |
| 2022.       | 354 |            |

| Етнички састав према попису из 2002.‍ | Етнички састав према попису из 2002.‍ | Етнички састав према попису из 2002.‍ | Етнички састав према попису из 2002.‍ | Етнички састав према попису из 2002.‍ |
| ------------------------------------ | ------------------------------------ | ------------------------------------ | ------------------------------------ | ------------------------------------ |
|                                      |                                      |                                      |                                      |                                      |
| Срби                                 | Срби                                 |                                      | 636                                  | 99,06%                               |
| Власи                                | Власи                                |                                      | 3                                    | 0,46%                                |
| непознато                            | непознато                            |                                      | 0                                    | 0,0%                                 |

| Година пописа     | 1948. | 1953. | 1961. | 1971. | 1981. | 1991. | 2002. |
| ----------------- | ----- | ----- | ----- | ----- | ----- | ----- | ----- |
| Број домаћинстава | 358   | 368   | 371   | 346   | 315   | 276   | 260   |

| Број чланова      | 1  | 2  | 3  | 4  | 5  | 6 | 7 | 8 | 9 | 10 и више | Просек |
| ----------------- | -- | -- | -- | -- | -- | - | - | - | - | --------- | ------ |
| Број домаћинстава | 80 | 93 | 32 | 19 | 21 | 8 | 5 | 2 | 0 | 0         | 2,47   |

| Пол    | Укупно | Неожењен/Неудата | Ожењен/Удата | Удовац/Удовица | Разведен/Разведена | Непознато |
| ------ | ------ | ---------------- | ------------ | -------------- | ------------------ | --------- |
| Мушки  | 283    | 50               | 192          | 27             | 12                 | 2         |
| Женски | 307    | 31               | 177          | 85             | 14                 | 0         |
| УКУПНО | 590    | 81               | 369          | 112            | 26                 | 2         |

| Пол    | Укупно                    | Пољопривреда, лов и шумарство | Рибарство                            | Вађење руде и камена | Прерађивачка индустрија       |
| ------ | ------------------------- | ----------------------------- | ------------------------------------ | -------------------- | ----------------------------- |
| Мушки  | 111                       | 47                            | 0                                    | 21                   | 16                            |
| Женски | 48                        | 36                            | 0                                    | 1                    | 0                             |
| УКУПНО | 159                       | 83                            | 0                                    | 22                   | 16                            |
| Пол    | Производња и снабдевање   | Грађевинарство                | Трговина                             | Хотели и ресторани   | Саобраћај, складиштење и везе |
| Мушки  | 1                         | 3                             | 3                                    | 1                    | 3                             |
| Женски | 0                         | 0                             | 1                                    | 0                    | 0                             |
| УКУПНО | 1                         | 3                             | 4                                    | 1                    | 3                             |
| Пол    | Финансијско посредовање   | Некретнине                    | Државна управа и одбрана             | Образовање           | Здравствени и социјални рад   |
| Мушки  | 2                         | 1                             | 0                                    | 8                    | 2                             |
| Женски | 0                         | 0                             | 2                                    | 6                    | 2                             |
| УКУПНО | 2                         | 1                             | 2                                    | 14                   | 4                             |
| Пол    | Остале услужне активности | Приватна домаћинства          | Екстериторијалне организације и тела | Непознато            | Непознато                     |
| Мушки  | 1                         | 0                             | 0                                    | 2                    | 2                             |
| Женски | 0                         | 0                             | 0                                    | 0                    | 0                             |
| УКУПНО | 1                         | 0                             | 0                                    | 2                    | 2                             |

## Образовање
У Сумраковцу постоји ОШ „Ђура Јакшић“ која је кренула да ради 1839. године као четвороразредна школа, а од 1953. године као осморазредна.
Школа је добила назив по песнику Ђури Јакшићу који је радио у овој школи 1857. године, пошто је на свој захтев премештен из Подгорца у Сумраковац.
Данас ова школа са издвојеним одељењима у Савинцу, Оснић Тимоку, Оснић селу и Оснић Букову има 182 ученика смештених у 15 одељења и четири предшколске групе са 24 детета.

## Спортски клубови
- ФК Младост, основан 1952. године.

## Галерија
- Сумраковац
- Основна школа
- Споменик Ђури Јакшићу који је учитељевао у сумраковцу
- Стари камени споменик
- Школско двориште и спортски терен
- Центар села
- Црква Свете Тројице